# Dagon (Mythe de Cthulhu)
Pour les articles homonymes, voir Dagon.

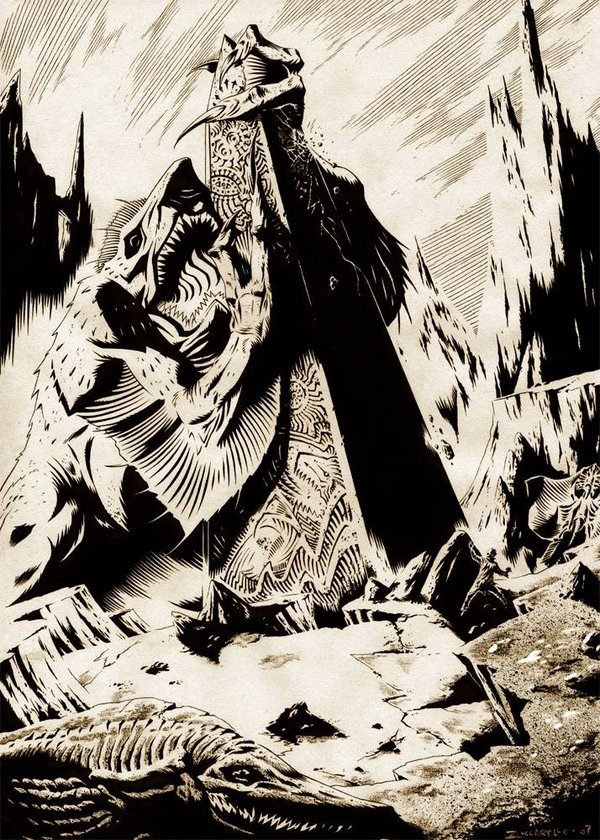
La gigantesque créature ichtyoïde se saisit du monolithe dans la nouvelle éponyme, occasionnant une perte de conscience du narrateur.
Illustration de Mario Zuccarello.

Dagon est un « Grand Ancien », dieu poisson, dans le mythe de Cthulhu développé d'après l'œuvre de l'écrivain américain Howard Phillips Lovecraft. Il apparaît pour la première fois dans la nouvelle Dagon (1917), bien que son rôle de grand ancien ne soit pas encore explicite.
Dans Le Cauchemar d'Innsmouth (The Shadow over Innsmouth), une autre nouvelle de Lovecraft, écrite en 1931, Ceux des profondeurs ainsi que les habitants hybrides de la ville fictive d'Innsmouth ont baptisé leur secte l'Ordre ésotérique de Dagon.